# Corrente dell'Australia Occidentale

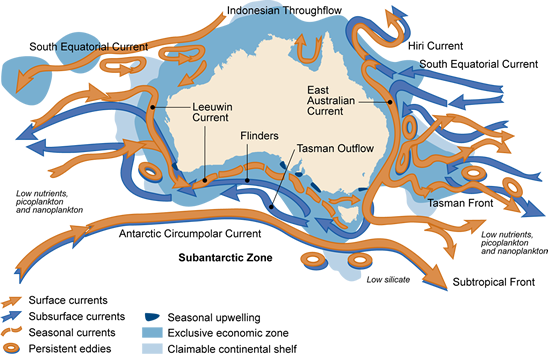
Le correnti oceaniche dell'Australia. La corrente dell'Australia Occidentale fluisce in direzione opposta alla corrente Leeuwin.

La corrente dell'Australia Occidentale è una corrente oceanica fredda di superficie presente nell'Oceano Antartico e nella parte meridionale dell'Oceano Indiano.

## Caratteristiche
La corrente ha origine come corrente dell'Oceano Indiano meridionale, che fa parte della più grande corrente circumpolare antartica. Quando questa corrente raggiunge l'Australia Occidentale, vira verso nord scorrendo parallela alla costa australiana e diventa la corrente dell'Australia Occidentale.
Si tratta di una corrente essenzialmente stagionale, debole in inverno e forte in estate, fortemente influenzata dai venti che soffiano in quest'area.
Lungo la costa dell'Australia Occidentale fluiscono anche la corrente Leeuwin (che fluisce in senso opposto) e la controcorrente dell'Australia Meridionale, che fluisce nello stesso senso. L'insieme di queste tre correnti contribuisce in modo notevole a determinare il livello delle precipitazioni e il clima della parte sudoccidentale dell'Australia Occidentale.